# Gens Lemonia

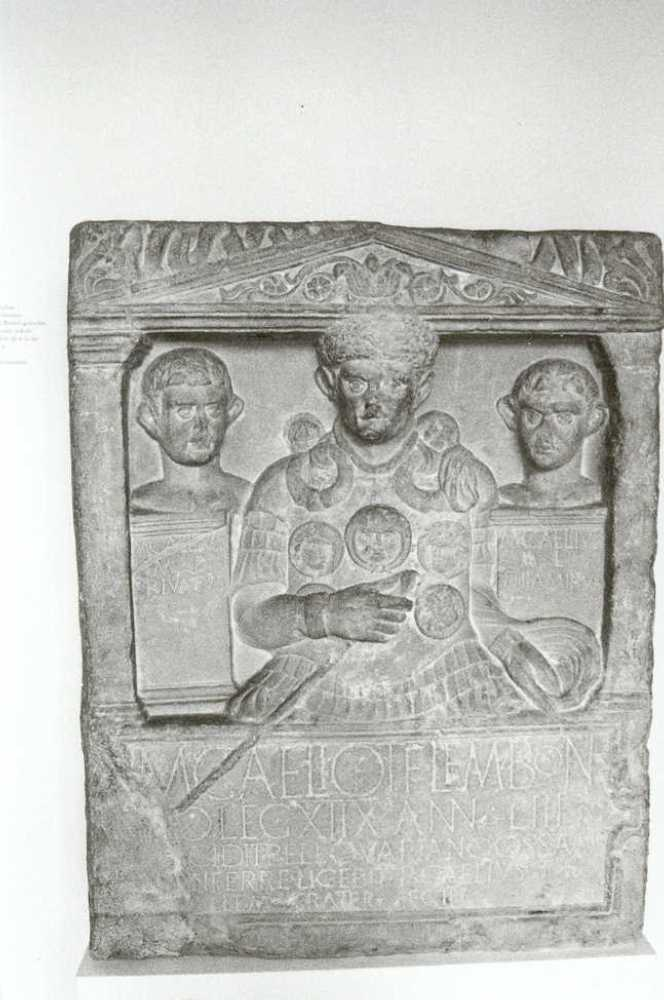
Stele tombale del centurione bolognese Marco Celio, caduto nell'imboscata di Teutoburgo.
Questi i tre epitaffi in latino:
Marcus Caelius Marci libertus Privatus
Marcus Caelius Marci libertus Thiaminus
Marco Caelio Titi filio Lemonia Bononia centurioni legionis XIIX annorum LIII semissis cecidit bello Variano ossa inferre licebit Publius Caelius Titi filius Lemonia frater fecit.
In realtà questa stele, trovata a Xanten (Castra Vetera) è un cenotafio eretto dal fratello Publio Celio nella speranza di recuperarne i resti. Il centurione è rappresentato con i suoi liberti Privato e Thimiano che ne condivisero la sorte ed è rappresentato con le sue decorazioni militari.

La gens Lemonia fu un'antichissima famiglia patrizia, esistente già ai tempi di Romolo, e probabilmente inclusa nelle cento gentes originarie ricordate dallo storico Tito Livio. Secondo l'illustre studioso Theodor Mommsen l'antichità di questa famiglia si deduce dal fatto che essa diede il nome ad una delle antiche Tribù rustiche, l'omonima Tribù Lemonia, che comprendeva oltre ad Ancona e Bononia, anche alcuni centri umbri come Sentinum, Attidio e, più a sud, Hispellum.
In base a quanto riferisce lo storico Pompeo Festo, la Tribù Lemonia appartenne all'omonimo “Pagus”, posto in origine lungo la Via Latina, nella zona attualmente denominata “Roma Vecchia”.
Poiché in epoca storica si trovano esponenti della Gens Lemonia soltanto di ceto plebeo, il Mommsen ritiene che la famiglia patrizia originaria si fosse estinta precocemente, lasciando tuttavia il nome alla propria Tribù, divenuta nel 495 a.C. una delle prime 16 Tribù Rustiche.
Le notizie storiche relative alla Tribù Lemonia sono piuttosto scarse: sappiamo che all'epoca di Silla il Pago Lemonio venne fortificato, e da villaggio rustico si trasformò in un piccolo "oppidum", cioè una colonia militare; alla Tribù Lemonia vennero in seguito ascritti vari territori italici e provinciali oggetto di conquista da parte dei Romani, tra i quali quelli delle città di Bologna, Ancona e Durazzo.